# Dactylomys
Dactylomys là một chi động vật có vú trong họ Echimyidae, bộ Gặm nhấm. Chi này được I. Geoffroy miêu tả năm 1838. Loài điển hình của chi này là Dactylomys typus I. Geoffroy, 1838 (=Echimys dactylinus Desmarest, 1817).

## Các loài
- Dactylomys boliviensis (Bolivian bamboo rat)
- Dactylomys dactylinus (Amazon bamboo rat)
- Dactylomys peruanus (Montane bamboo rat)